# 미국 예외주의
미국 예외주의(American exceptionalism)는 미국이 다른 국가와 구별되는 특별한 국가라는 생각을 말한다. 이러한 관점은 미국의 가치, 정치 체제, 역사적 궤적이 세계사적으로 특수하다고 보며, 그렇기 때문에 미국이 세계에서 특별한 역할을 수행해야 한다고 주장하기도 한다.
프랑스의 정치학자이자 역사가인 알렉시 드 토크빌이 미국을 영국과 프랑스와 비교하며 처음 이러한 관점을 드러냈다. 그는 1831년 자신의 저작에서 미국을 "예외적(exceptional)"이라 표현하였다. 미국 예외주의의 초창기 용례는 미국 공산주의자들의 논쟁 속에서 발견할 수 있다.
이후 미국인의 민족적 자부심을 드러내는 말로 사용되면서, 외부에선 '미국의 우월주의'를 나타낸다는 비판을 받아왔다. 특히 조지 부시(Bush) 전 대통령 시절 공화당 네오콘(신보수주의자)들은 이 개념을 신봉하며 대외 정책에 활용해왔다. '미국 편이 아니면 적'이라는 이분법적 접근도 여기서 나왔다.
이는 미국은 다른 국가와는 차별성을 가지며 특별한 의미를 지니고 탄생한 국가라는 신념을 의미한다. 이는 외교정책의 실행에 있어서 도덕주의, 이상주의의 모습으로 표현되었고, 구세주의(Messianism) 정서와 결합하여 미국적 가치를 해외에 강제로 적용하려는 정책적 노력과 정당화 시키는 도구로 기능하였다. 미국 예외주의를 연구한 대표적인 학자로는 세이무어 마틴 립셋 등이 꼽힌다.

## 예외주의의 형성의 배경
예외주의의 형성 배경을 보면 신대륙으로의 이주배경, 국가형성 과정, 국내적 팽창과정에서 배태된 일종의 종교적 신념으로 볼 수 있다. 공식적으로 미국역사가 시작된 것은 1776년부터 이고 미국 외교의 특징도 이때부터 시작된 것으로 보아야 할 것이나, 미국은 독립 이전부터 식민지 사회가 형성되어 있었고 이미 미국적 특징을 간직하고 있었던 것 같이 예외주의도 미국의 초기 역사와 깊이 연결되어 있다. 영국인들은 미국에 1607년부터 정착했고, 첫 정착지는 버지니아였다. 신대륙에 온 이들은 그냥 돈을 벌기위해 온 사람들이었을 뿐이었고, 영국의 해외 개발 사업을 위하여 조직된 버지니아 사를 통하여 큰돈을 노리고 새 땅으로 온 것이다.
하지만 이런 천민자본주의가 경제적 기반이었던 남부에서 미국인의 예외주의 역사의식이 형성될 수는 없었다. 미국예외주의가 나온 진짜 배경은 미국 역사 시작의 다른 일면이 있었기 때문이다. 경제적 이유 때문에 버지니아에 온 사람들이 아닌, 단지 오로지 신앙적인 자유를 찾아, 오직 종교를 위한 목적으로 신대륙을 택한 사람들이 있는데, 그들이 다름 아닌 ‘청교도(Puritan)'이다. 이들은 영국에 남아 있는 사람들보다 자신들의 신앙에 대한 우월감을 지니고 있었다.
하나님의 뜻을 이룬다는 특권의식인 예외주의 의식이 있었다. 퓨리탄이 미국에 정착하기 시작한 것은 1620년부터인데 결정적인 역할을 담당한 사람은 1630년대 제2차 이민의 물결을 몰고 온 존 윈스럽(John Winthrop) 이었다. 그는 신대륙에 영국인들도 바라볼 위대한 ‘언덕위의 도시(A city upon a hill)’를 건설하자고 외쳤다. 이렇게 ‘언덕위의 도시’를 건설하기 원했던 이들이 바로 예외주의(exceptionalism)를 탄생시킨 주인공들이었다.

## 예외주의의 전개
예외주의는 미국이 독립하면서 더욱 분명해졌고, 특히 부패하고 희망 없는 유럽의 사회문제에 휘말리지 않는 것은 미국의 외교정책에 가장 중요한 일로 떠올랐다. 1796년 초대 대통령 조지 워싱턴(George Washington)은 임기를 마치는 고별연설(Farewell Address)의 형식으로 외교에 대한 자신의 주장을 말했는데, 그것은 미국인들이 유럽의 문제에 휘말리지 말 것을 당부하는 말이었습니다.
조지 워싱턴을 비롯 미국의 건국의 아버지들에게 그 당시에 유럽은 도덕적으로 부패한 대륙으로 보였기에 그들의 문제는 절대 해결될 수 없는 것만 같았다. 하지만 그에 비하면 미국은 희망의 상징이었던 것이다. 이러한 고립주의는 존 아담스(John Adams)나 토머스 제퍼슨(Thomas Jefferson)에 의해서도 항상 강하게 주장되었고, 마침내 제임스 먼로(James Monroe)대통령에 의하여 1823년 소위 먼로 덕트린(Monroe Doctrine)으로 자세히 이뤄지게 되었다.
신대륙은 유럽의 영향을 벗어나 있어야 하는 ‘선’한 곳이었고, 미국은 다르다는 의식이 확고해졌다.유럽에 대해 외교적인 고립을 주장하는 미국이 당면한 또 다른 문제는 북미 대륙 내에서의 내부적 팽창이었다. 미국이 대륙에서 팽창하는 것은 미국적 체제의 승리를 위해 필요했다. 미국은 건국 초부터 팽창주의 노선을 택했다.

## 예외주의의 현실
건국 이전부터 미국인들은 예외주의를 발전시켜왔다. 그리고 이런 미국인들의 예외주의 역사의식은 19세기에는 내부적 영토 팽창을 정당화 시켰고 20세기에 들어와서는 세계의 미국화를 정당화시키고 있었다. 이런 미국인들의 예외주의는 기독교적 소명의식과 청교도적 선민의식에 깊은 뿌리를 내리고 있으며 미국인들의 정체성과도 깊이 연결되어있다.
민주주의를 실천하고 있는 미국은 지구적 평화와 번영을 보장할 수 있는 인류의 마지막 희망이 미국식 민주주의이고 또한 국제사회를 발전시킬 수 있는 길은 미국화 외에는 없다고 믿고 있다.또한 미국이 국제사회의 주체가 되어야 한다는 주장에는 대부분의 미국인들이 동의하고 있다. 미국은 다르기 때문에 국제정치를 주도해야 한다고 믿는 역사의식이다.

## 참고 문헌
- 조영철, "미국 예외주", 다산연구소, <https://web.archive.org/web/20130825215312/http://edasan.org/bbs/board.php?bo_table=board3>

## 같이 보기
- 미국 제국주의
- 미국화
- 미국 국민주의
- 반미주의
- 반서방 감정
- 민족중심주의
- 유럽중심주의
- 주체사상
- 야마토다마시
- 일본인론
- 뉴트 깅리치
- 노엄 촘스키